# James Gandhi
James Gandhi (* 8. September 1993 in Cheltenham) ist ein britischer Schauspieler, Drehbuchautor und Filmproduzent.

## Leben und Karriere
Gandhi wurde am 8. September 1993 in Cheltenham geboren. Sein Debüt gab er 2004 in der Fernsehserie My Life as a Popat. Danach bekam er 2008 eine Rolle in dem Film Eden Lake. Von 2008 bis 2012 spielte er in der Serie Dani's House die Hauptrolle.  Außerdem tauchte Gandhi 2011 in House of Anubis auf. Seit 2021 ist er Produzent in den Serien Noughts + Crosses und Three Families.

## Filmografie (Auswahl)
- 2004–2007: My Life as a Popat (Fernsehserie, 14 Episoden)
- 2008: Eden Lake (Film)
- 2008–2012: Dani's House (Fernsehserie, 65 Episoden)
- 2011: House of Anubis (Fernsehserie, 2 Episoden)
- 2013: Dani's Castle (Fernsehserie, 1 Episode)